# Halfpipe
En halfpipe er en skateboard- eller snowboardrampe der er formet som et halvt rør der er gennemskåret på langs. Halfpipe findes i forskellige længder; de korte har ikke noget fald, og er primært til skateboard (går ofte under navnet vertrampe grundet deres flade (vandrette) bundsektion og deres lodrette topsektion) medens de lange halfpipes, der har fald og er placeres ned af en skråning eller bjergside og bygget i sne, er til snowboard.
Halfpipe er en freestyledisciplin ved ski- og snowboard konkurrencer som f.eks. X Games og OL
- Wikimedia Commons har flere filer relateret til Halfpipe